# Hồ Xuân Bình
Hồ Xuân Bình là một hồ chứa nước phục vụ thủy lợi cho khu vực các xã phía bắc thị xã Sông Cầu. Hồ này nằm ở phía tây xã Xuân Bình của thị xã Sông Cầu.
Tổng kinh phí đầu tư khoảng 28,454 tỷ đồng.

## Địa lý
Hồ Xuân Bình thuộc loại hồ được sinh bởi đất ngập nước nội địa, tức không phải do các dòng chảy lớn mà là do rất nhiều dòng chảy nhỏ tập trung lại và không ổn định (đa số dòng chảy xuất hiện sau các cơn mưa, còn trong mùa nắng thì rất ít)
Diện tích khoảng 106 ha